# Адріан Куріель — Сівенаті Нонтшинга II
Бій Адріан Куріель — Сівенаті Нонтшинга II (англ. Adrian Curiel vs Sivenathi Nontshinga II) — професійний боксерський поєдинок-реванш між чемпіоном IBF у першій найлегшій вазі Адріаном Куріелем та п'ятим номером рейтингу IBF у першій найлегшій вазі Сівенаті Нонтшингою. Бій відбувся 16 лютого 2024 року в аудиторії Гелагуеца в Оахака-де-Хуарес (штат Оахака, Мексика). Сівенаті Нонтшинга здобув перемогу технічним нокаутом у десятому раунді.
Боксери провели перший бій між собою 4 листопада 2023 року в андеркарді поєдинку Джозеф Кордіна — Едвард Васкес. Тоді мексиканець здійснив апсет, здолавши південноафриканця нокаутом у другому раунді.
В андеркарді пройшов бій між колишнім чемпіоном за версією WBA у напівлегкій вазі Маурісіо Ларою та Данієлем Луго. Поєдинок закінчився нічиєю рішенням більшості (95–96, 95–95, 95–95).

## Передумови
Адріан Куріель (22–4–1, 5 KO) провів свій перший титульний бій 4 листопада 2023 року в Монако в андеркарді поєдинку Джозеф Кордіна — Едвард Васкес. Тоді він здійснив апсет, нокаутувавши у другому раунді до цього непереможеного Сівенаті Нонтшингу. Наразі мексиканець має серію з 9 боїв без поразок поспіль. У період з 2018 по 2021 Куріель виявлявся слабшим на ринзі 4 рази, поступившись Даніелю Вальядаресу, Хоселіто Веласкесу та Крістіану Ернандесу.
Сівенаті Нонтшинга (12–1, 9 KO) завоював вакантний титул чемпіона світу за версією IBF у першій найлегшій вазі в Мексиці у вересні 2022 року, коли здолав розділеним рішенням суддів Гектора Флореса (114–113, 112–115, 116–111). Після цього «Особливий» провів 1 успішний захист, перемігши в Південно-Африканській Республіці одностайним рішенням Реджі Суганоба (116–111, 116–111, 117–110).

## Час початку
Мейнкард розпочався о 03:00 за київським часом, а головна подія — о 05:30.

## Транслятори
Трансляція поєдинку пройшла на потоковому мультимедіа DAZN[en].

## Перебіг поєдинку
Перша половина поєдинку пройшла з перевагою Адріана Куріеля. Він діяв більш агресивно та постійно притискав суперника до канатів. Нонтшинга постійно намагався брати мексиканця в клінч, а в сьомому раунді отримав штраф через удари головою.
У 8-у раунді мексиканець не зміг продовжити вести інфайтинг, що дозволило Нонтшинзі зайняти центр рингу та проводити ударні комбінації. У дев'ятій трихвилинці Куріель пропустив лівий хук і був близький до того, щоби опинитися в нокдауні. У 10-у раунді Нонтшинга затиснув Адріана до канатів. Спочатку рефері відрахував Куріелю нокдаун, а через декілька секунд після продовження зупинив бій.